# Raimon de Miraval

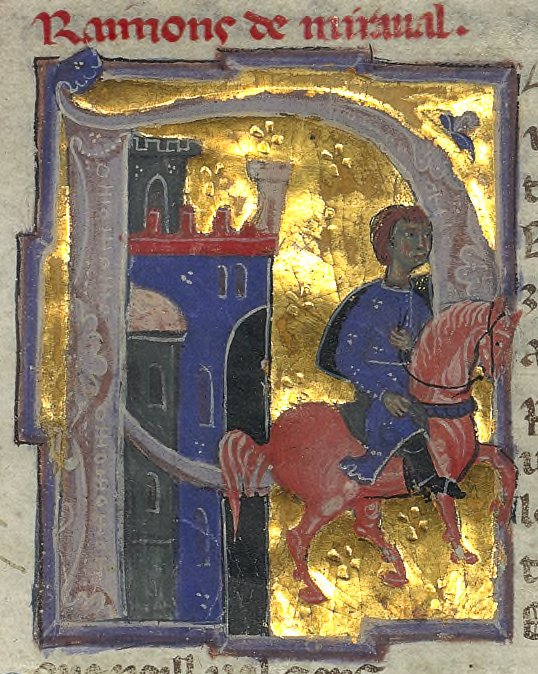
Raimon de Miraval. Bibliothèque nationale de France, MS fr. 12473, fol. 52v.

Raimon de Miraval (deutsch Raimund von Miraval; † nach 1229) war ein okzitanischer Trobador, dessen Schaffensphase in die letzten Jahrzehnte des 12. und das erste Jahrzehnt des 13. Jahrhunderts fiel.
In seiner vida wird Raimon als „armer Ritter aus dem Carcassés“ (paubres cavalliers de Carcasses) beschrieben, der lediglich ein Viertel der Familienstammburg von Miraval (Miraval-Cabardès) sein Eigen nennen durfte. Die Beteiligung aller Söhne zu gleichen Teilen am Erbe einer Familie war der rechtliche Usus in den Ländern südlich der Loire, konnte aber besonders in kinderreichen Familien zur Verarmung des Einzelnen führen, der dieser beispielsweise durch den Anschluss an den Hof eines gönnerhaften Fürsten entkommen konnte.
Raimons Geburtsdatum ist ungewiss. Paul Andrauds Annahme der  Geburt im Jahr 1135 wurde schon früh widersprochen und stattdessen die zweite Hälfte des 12. Jahrhunderts als Zeitraum der Geburt vermutet. Verheiratet war Raimon mit der Trobairitz Gaudairenca, deren Werke heute verschollen sind.
Die Burgherren von Miraval waren lehnsrechtlich Vasallen der Vizegrafen von Carcassonne aus dem Hause Trencavel, doch Raimon schloss sich dem Hof des freigiebigen Grafen Raimund VI. von Toulouse an, der ein Patron der provenzalischen Lyrik und Musik war und Toulouse zu einem Zentrum der Minnedichtung seiner Zeit machte. Zu dem Graf, der sich selber in der Dichtkunst versuchte, stand Raimon zeit seines Lebens in engster Freundschaft und Vertrautheit. Jeder von ihnen befeuerte den jeweils anderen als Muse „Audiart“ in der poetischen Inspiration. Weiterhin hatte er mehrere Werke an den Alias „Pastoret“ gerichtet, hinter dem die Personen des Raimund Roger Trencavel oder die des Raimund Roger von Foix vermutet werden. Raimon ist heute als einer der produktivsten Dichter des Hofes von Toulouse bekannt; nicht weniger als neununddreißig Chansons, fünf Sirventes, sowie einige Tensons und Domnejaire sind von ihm überliefert. Zu den zahlreichen von im minniglich besungenen Damen zählten unter anderem die Gräfin Eleonore, die Vizegräfin von Minerve, sowie Azalais von Boissazon, Ermengarda von Castres („la bela d’Albeges“) und die „Wölfin“ von Pennautier, seine „Mais d’amic“.
Mit Beginn des Albigenserkreuzzuges 1209 fanden die Tage der Minnehöfe in Okzitanien ein Ende; die Sänger gingen entweder ins Exil oder beteiligten sich am Kampf gegen die nordfranzösischen Kreuzritter des Simon von Montfort. Raimon blieb loyal an der Seite Graf Raimunds, weshalb ihm das heimatliche Miraval nach dessen Einnahme durch die Kreuzritter 1211 verlustig ging, worauf er der Dichtkunst für immer abschwor. Fortan diente er Graf Raimund als Unterhändler bei König Peter II. von Aragón, der gleichfalls ein Patron der Poetik war und bei dem er hoch in der Gunst stand. Die von Raimon so mitgestaltete Allianz zwischen Aragón und Toulouse erlebte in der Schlacht bei Muret 1213 eine desaströse Niederlage, bei der König Peter den Tod fand. Ab etwa 1216 verbrachte Raimon die letzten Jahre seines Lebens im Exil in Katalonien, wo er laut einer mittelalterlichen Vita in einer religiösen Einrichtung zu Lleida gestorben ist. Dem häufig genannten Zeitraum seines Todes zwischen 1216 und 1218 steht eine Urkunde aus dem Jahr 1229 entgegen, unter deren Zeugen auch Raimon de Miraval genannt wird.

## Rezeption
Paul Heyse thematisierte die Geschichte von Gaudairenca und Raimon in seiner Novelle Die Dichterin von Carcassonne (1880).
Für die Filmmusik des US-amerikanischen Historienfilms Königreich der Himmel (2005) von Ridley Scott wurde Raimons Chansoneta farai vencut verwendet, eingespielt vom Ensemble Convivencia.